# Kantongerecht Schiedam

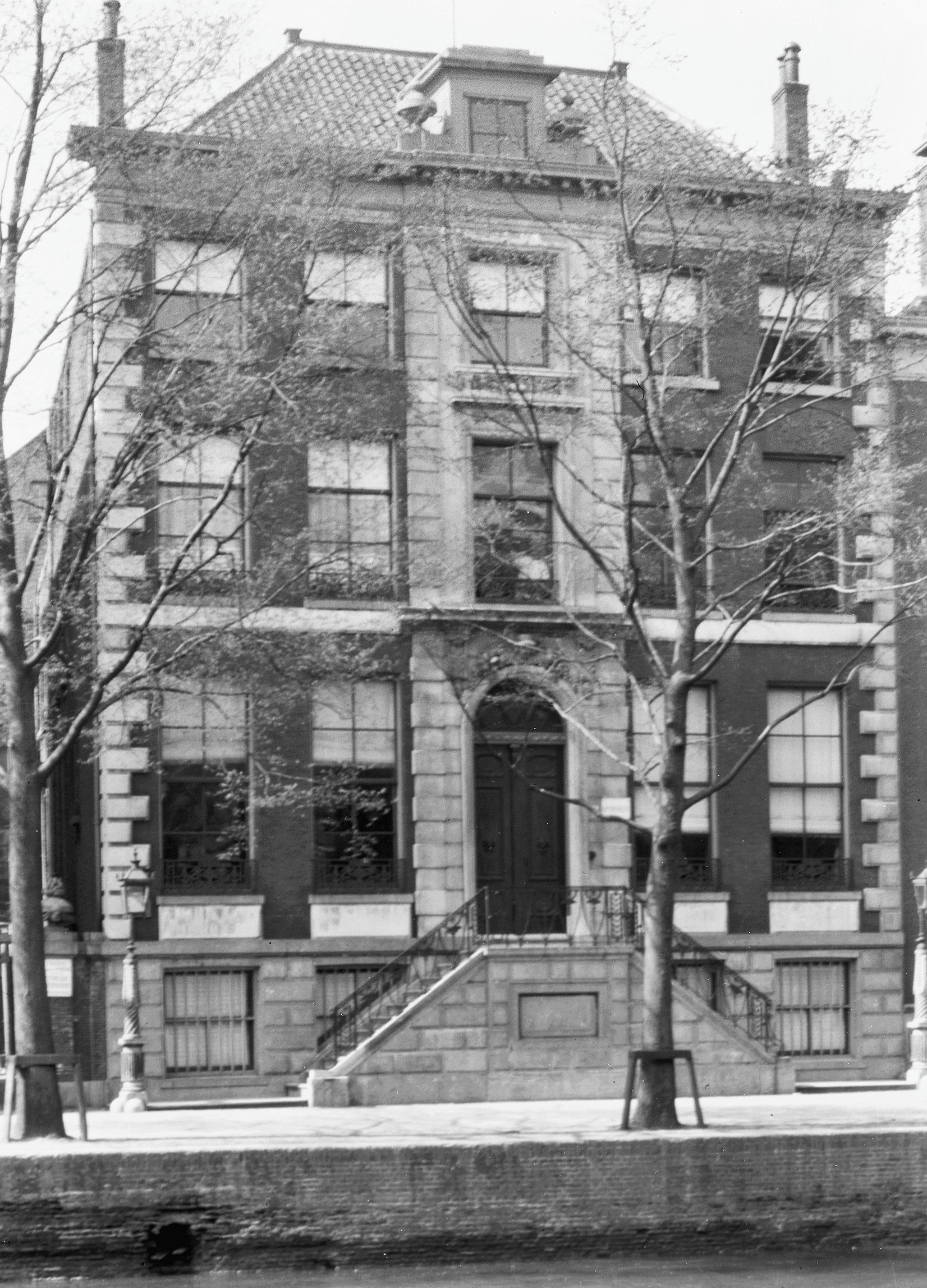
Het kantongerecht aan de Lange Haven

Het kantongerecht Schiedam was van 1838 tot 2002 een van de kantongerechten in Nederland. Bij de oprichting was Schiedam het vierde kanton van het arrondissement Rotterdam. Sinds 1908 was het gerecht gevestigd in een monumentaal pand aan de Lange Haven. Na het afschaffen van het kantongerecht bleef Schiedam nog zittingsplaats voor de sector kanton van de rechtbank Rotterdam. In 2010 viel het doek voor Schiedam.

## Het kanton
Het kantongerecht werd in 1838 in Nederland ingevoerd als opvolger van de vrederechter. Net als zijn voorganger was de kantonrechter een alleensprekende rechter die besliste in eenvoudige strafbare feiten en civiele geschillen. Zijn rechtsgebied, het kanton, was in het algemeen beperkt, zodat de kantonrechter bekend was met de plaatselijke toestanden. 
Het kanton Schiedam omvatte in 1838 de gemeenten Schiedam, Kethel en Spaland, Oud- en Nieuw-Mathenesse, Nieuwland, Korteland en 's-Graveland, Delfshaven met Schoonderloo en Overschie en Hogeban.